# A Walk Into the Sea: Danny Williams and the Warhol Factory
A Walk Into the Sea: Danny Williams and the Warhol Factory è un documentario del 2006 diretto da Esther Robinson e basato sulla vita del pittore statunitense Andy Warhol.

## Riconoscimenti
- 2007 - Chicago International Film Festival
  - Placca d'Argento: Premio Speciale della Giuria - Documentario a Esther Robinson
- 2007 - Festival di Berlino
  - Teddy: Miglior Documentario a Esther Robinson